# داویت آنهاقت

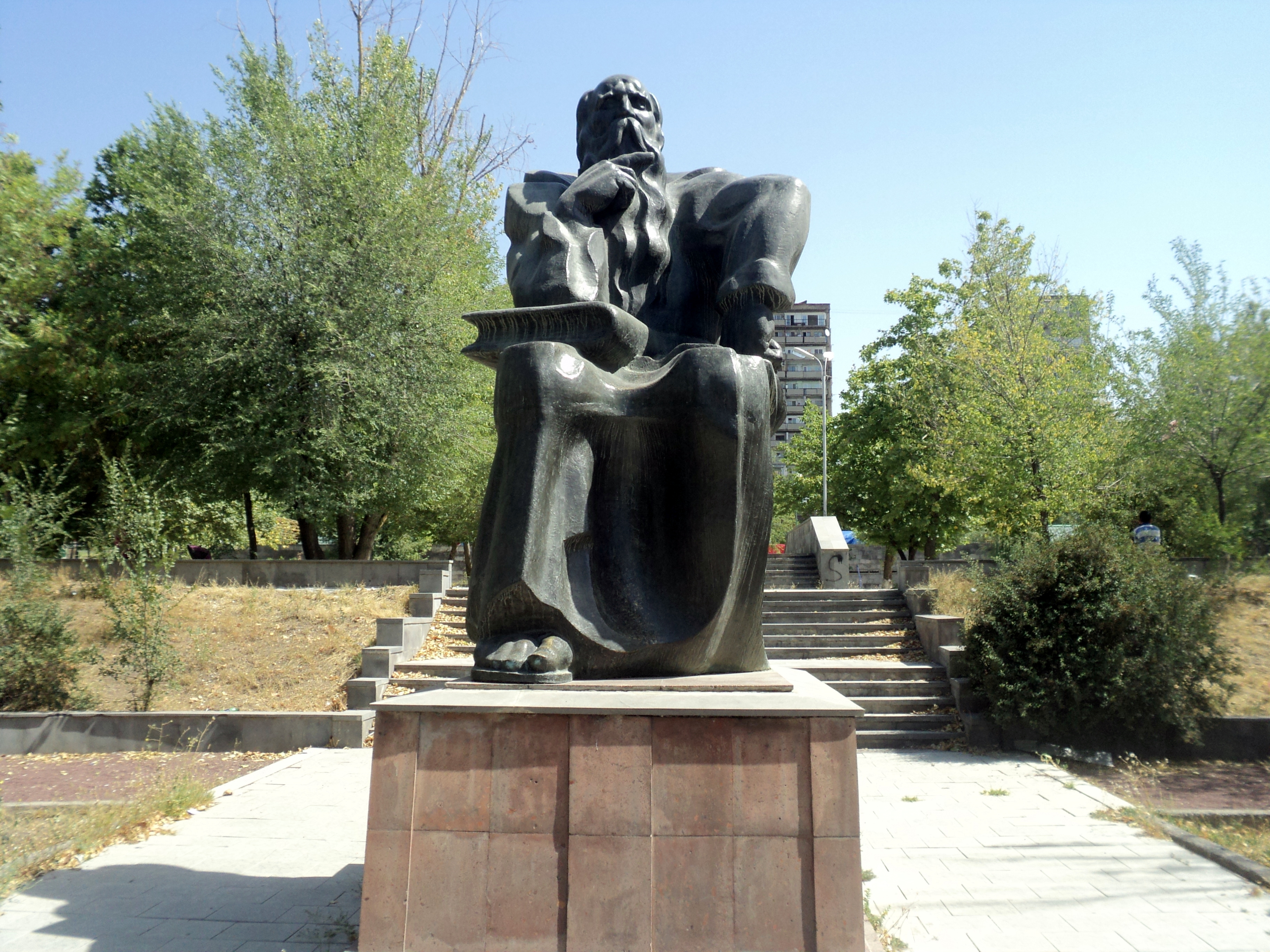

داویت آنهاقت (ارمنی: Անյաղթ) فیلسوف نوافلاطونی سده ششم میلادی اهل ارمنستان بود.
که در تاریخ و فلسفه ادبیات ارمنی از آغاز لقب آنهاقت به به معنی «شکست ناپذیر» به او داده شده است به مثابه پدر و بنیانگذار فلسفه ارمنی از چهره‌های برجسته و نامدار فرهنگ معنوی ارمنی به‌شمار می‌رود. داویت آنهاقت در اسکندریه که یکی از مراکز علمی-فرهنگی بزرگ عصر بود تحصیل کرده و در همان شهر نیز فعالیت‌های علمی-فلسفی خود را آغاز کرده است.